# Lampanyctus turneri
Lampanyctus turneri är en fiskart som först beskrevs av Fowler, 1934.  Lampanyctus turneri ingår i släktet Lampanyctus och familjen prickfiskar. Inga underarter finns listade i Catalogue of Life.